# 小行星4131
小行星4131（英語：4131 Stasik）是一颗围绕太阳公转的小行星。1988年2月23日，A. J. Noymer在赛丁泉山发现了此天体。
这颗小行星的绝对星等为96.62789671401917等。